# Тархово (Московская область)
Тархо́во — деревня в Клинском районе Московской области России.
Относится к сельскому поселению Петровское, до муниципальной реформы 2006 года относилась к Елгозинскому сельскому округу. Население — 44 чел. (2010).

## География
Находится на автодороге Р107 Клин — Лотошино, примерно в 26 км к юго-западу от города Клина. В деревне одна улица — Луговая, зарегистрировано одно садовое товарищество. Связана автобусным сообщением с районным центром. Ближайшие населённые пункты — деревни Ковылино и Княгинино.

## Население
| 1852 | 1859 | 1890 | 1926 | 2002 | 2006 | 2010 |
| ---- | ---- | ---- | ---- | ---- | ---- | ---- |
| 252  | ↗370 | ↘349 | ↘228 | ↘64  | ↘60  | ↘44  |

## История
В «Списке населённых мест» 1862 года Тархова — казённое село 1-го стана Клинского уезда Московской губернии по Волоколамскому тракту, в 31 версте от уездного города, при колодцах, с 41 двором, православной церковью и 370 жителями (182 мужчины, 188 женщин).
По данным на 1890 год входило в состав Петровской волости Клинского уезда, в селе располагалось земское училище, число душ составляло 349 человек.
В 1913 году — 60 дворов, земское училище, казённая винная лавка и маслобойня.
По материалам Всесоюзной переписи населения 1926 года село Тархово — центр сельсовета Петровской волости, проживало 228 жителей (100 мужчин, 128 женщин), насчитывалось 61 хозяйство, среди которых 51 крестьянское.
С 1929 года — населённый пункт в составе Клинского района Московской области.

## Достопримечательности
В деревне расположена Церковь Вознесения Господня, построенная в 1805 году. Является памятником архитектуры федерального значения.